# 里見富次
里見 富次（さとみ とみじ、1898年〈明治31年〉3月27日 - 1998年〈平成10年〉6月29日）は、日本の内務官僚。元帝都高速度交通営団理事。

## 経歴
鳥取県境町（現境港市）出身。里見周三の二男。
第四高等学校を卒業。1923年12月、高等試験行政科試験に合格。大正13年（1924年）東京帝国大学法学部法律学科（独法）を卒業。内務省に入省し福島県属となる
大正15年（1926年）7月福島県事務官に任ぜられ爾来神奈川県事務官、高知県経済部長、千葉県書記官・学務部長、文部書記官、九州地方総監府参事官、近畿地方行政事務局次長等を歴任し、昭和23年（1948年）2月帝都高速度交通営団理事に就任した。
晩年は、日本進路指導協会会長、同理事長、顧問を歴任した。

## 人物像
宗教は浄土宗、仏教。

## 家族・親族
- 妻・直子（阿部寿準の長女[5]）

明治41年（1908年）1月生～没
- 長男[5]、長女[5]